# Faymont
Pour Faymont-Val-d'Ajol, terminus de la ligne de chemin de fer en provenance d'Aillevillers, voir Le Val-d'Ajol.
Faymont est une commune française située dans le département de la Haute-Saône, la région culturelle et historique de Franche-Comté et la région administrative Bourgogne-Franche-Comté.

## Géographie
L'altitude de 450 mètres permet d'avoir une large vue sur la vallée du Rognon. Le village s'étend sur une superficie totale de 779 hectares, dont 538 recouverts de forêt.

### Géologie et relief
Le village est construit au cœur du Chérimont, un massif de collines boisées, l’altitude varie de 295 à 451 mètres soit un dénivelé de 156 mètres. Le village en lui-même est construit sur un promontoire qui occupe la moitié nord du territoire communal suivant une légère pente orientée est-ouest. Le point le plus élevé est situé à l'est, à la côte des Chênes. La partie sud de la commune et occupée par trois collines : le bois Dodane (413 m), le bois de la Genêtre (381 m) et le mont Lambert (424 m).
Faymont est située à la limite entre le bassin houiller keupérien de Haute-Saône et le bassin houiller sous-vosgien.

### Hydrographie
Le Rognon venant de Courmont passe dans la périphérie du village. Il est alimenté par le ruisseau des Prés Meuniers, le ruisseau de la Goutte aux Saints et le ruisseau de la côte des Chênes via le ruisaux de Courmont. Il existe de nombreux étangs de rétention le long de ces ruisseaux.

### Climat
Pour des articles plus généraux, voir Climat de la Bourgogne-Franche-Comté et Climat de la Haute-Saône.
En 2010, le climat de la commune est de type climat de montagne, selon une étude du Centre national de la recherche scientifique s'appuyant sur une série de données couvrant la période 1971-2000. En 2020, Météo-France publie une typologie des climats de la France métropolitaine dans laquelle la commune est exposée à un climat semi-continental et est dans la région climatique  Lorraine, plateau de Langres, Morvan, caractérisée par un hiver rude (1,5 °C), des vents modérés et des brouillards fréquents en automne et hiver. 
Pour la période 1971-2000, la température annuelle moyenne est de 9,6 °C, avec une amplitude thermique annuelle de 17,1 °C. Le cumul annuel moyen de précipitations est de 1 166 mm, avec 13,3 jours de précipitations en janvier et 10,5 jours en juillet. Pour la période 1991-2020, la température moyenne annuelle observée sur la station météorologique de Météo-France la plus proche, « Étobon », sur la commune d'Étobon à 7 km à vol d'oiseau, est de 10,7 °C et le cumul annuel moyen de précipitations est de 1 272,5 mm. 
La température maximale relevée sur cette station est de 38,5 °C, atteinte le 24 juillet 2019 ; la température minimale est de −18 °C, atteinte le 1er mars 2005,,. 
Les paramètres climatiques de la commune ont été estimés pour le milieu du siècle (2041-2070) selon différents scénarios d'émission de gaz à effet de serre à partir des nouvelles projections climatiques de référence DRIAS-2020. Ils sont consultables sur un site dédié publié par Météo-France en novembre 2022.

## Urbanisme

### Typologie
Au 1er janvier 2024, Faymont est catégorisée commune rurale à habitat dispersé, selon la nouvelle grille communale de densité à sept niveaux définie par l'Insee en 2022.
Elle est située hors unité urbaine. Par ailleurs la commune fait partie de l'aire d'attraction de Montbéliard, dont elle est une commune de la couronne,. Cette aire, qui regroupe 137 communes, est catégorisée dans les aires de 50 000 à moins de 200 000 habitants,.

### Occupation des sols
L'occupation des sols de la commune, telle qu'elle ressort de la base de données européenne d’occupation biophysique des sols Corine Land Cover (CLC), est marquée par l'importance des forêts et milieux semi-naturels (81,8 % en 2018), une proportion sensiblement équivalente à celle de 1990 (81,5 %). La répartition détaillée en 2018 est la suivante : 
forêts (81,8 %), zones agricoles hétérogènes (12,5 %), zones urbanisées (5,7 %). L'évolution de l’occupation des sols de la commune et de ses infrastructures peut être observée sur les différentes représentations cartographiques du territoire : la carte de Cassini (XVIIIe siècle), la carte d'état-major (1820-1866) et les cartes ou photos aériennes de l'IGN pour la période actuelle (1950 à aujourd'hui).

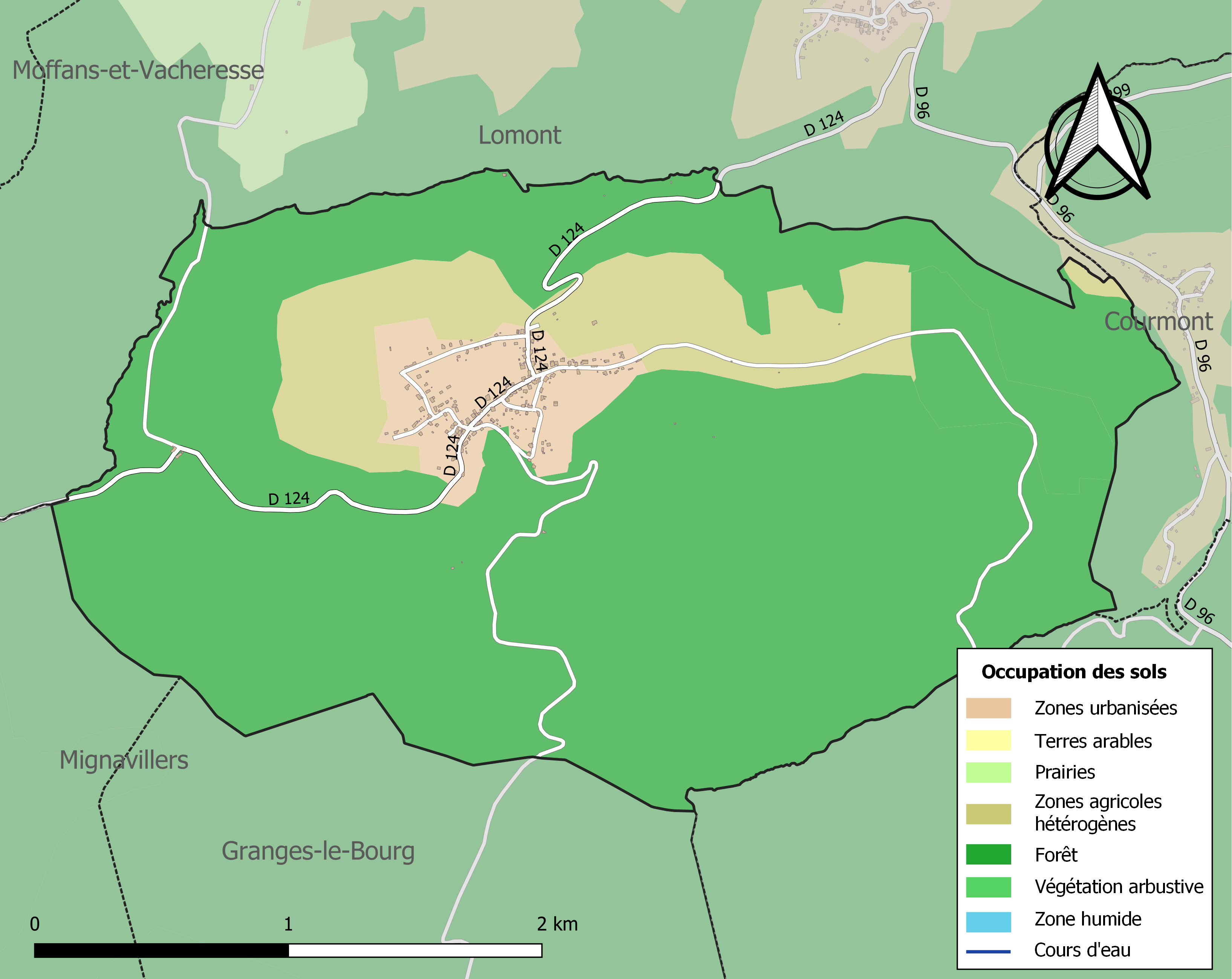
Carte des infrastructures et de l'occupation des sols de la commune en 2018 (CLC).

### Projet d'aménagement et paysage
La commune fait partie du plan local d'urbanisme intercommunal (PLUi) de la communauté de communes du pays de Lure (CCPL), document d'urbanisme de référence pour la commune et toute l'intercommunalité approuvé le 26 juin 2018. Faymont fait également partie du SCOT du pays des Vosges saônoises, un projet de territoire visant à mettre en cohérence l'ensemble des politiques sectorielles, notamment en matière d’habitat, de mobilité, d’aménagement commercial, d’environnement et de paysage.

## Toponymie
D'après l'étymologie, Fay désigne en ancien français une hêtraie, associé à Mont, signifie une hauteur sur laquelle se trouve un bois de hêtres[réf. nécessaire].

## Histoire

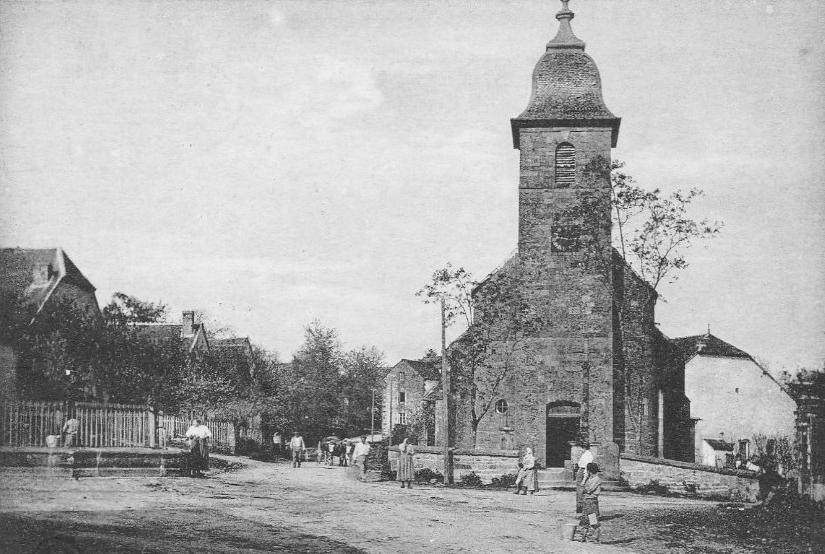
Le village au début du XXe siècle.

En 1304, la localité figure déjà sur une carte.
Le village sera presque entièrement détruit lors de la guerre de Dix Ans.
Autrefois, trois moulins alimentaient le village et au lieu-dit « En la Rasse » les bruits de la fonderie - ou fabrique d'armes - ont résonné jusqu'en 1851. De nos jours, des exploitations agricoles et forestières représentent la vie économique.
La concession de Lomont d'une superficie de 2 336 ha est accordée en juillet 1904 pour l'exploitation de la houille du Stéphanien. Mais il n'y a aucune extraction de charbon en raison du manque de moyen techniques pour l'extraction du gisement situé à plus d'un kilomètre sous terre,.

## Politique et administration

### Rattachements administratifs et électoraux

Carte départementale représentant en rouge la communauté de communes du Pays de Lure.

La commune fait partie de l'arrondissement de Lure du département de la Haute-Saône. Pour l'élection des députés, elle fait partie de la deuxième circonscription de la Haute-Saône.
Elle faisait partie depuis 1801 du canton de Villersexel.  Dans le cadre du redécoupage cantonal de 2014 en France, la commune fait désormais partie du canton de Lure-2.
La commune de Faymont fait  partie du ressort du tribunal d'instance, du conseil de prud'hommes et du tribunal paritaire des baux ruraux de Lure, du tribunal de grande instance, du tribunal de commerce et de la cour d'assises de Vesoul, du tribunal des affaires de Sécurité sociale du Territoire de Belfort et de la cour d'appel de Besançon.
Dans l'ordre administratif, elle relève du tribunal administratif de Besançon et de la cour administrative d'appel de Nancy,.

### Intercommunalité
Le village, initialement membre de la communauté de communes du Pays de Villersexel, fait partie depuis 2001 de la communauté de communes du Pays de Lure, intercommunalité créée en 1998.

### Liste des maires

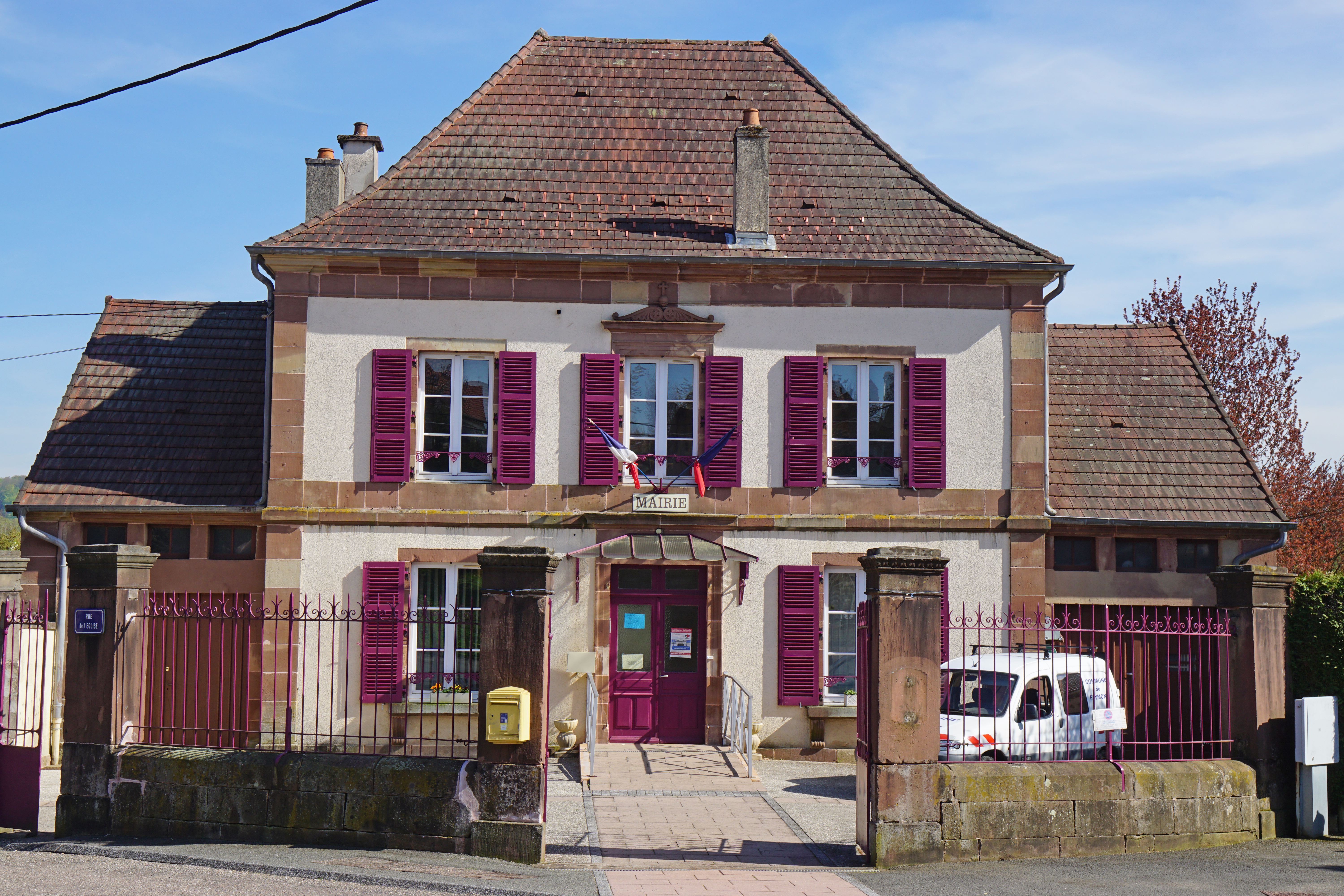
La mairie.

| Période                                  | Période                    | Identité              | Étiquette | Qualité                        |
| ---------------------------------------- | -------------------------- | --------------------- | --------- | ------------------------------ |
| Les données manquantes sont à compléter. |                            |                       |           |                                |
|                                          | 2008                       | Yvan Kouskoff         |           |                                |
| mars 2008                                | En cours (au 11 juin 2020) | Jean-Philippe Gimenez |           | Réélu pour le mandat 2020-2026 |

## Démographie
L'évolution du nombre d'habitants est connue à travers les recensements de la population effectués dans la commune depuis 1793. Pour les communes de moins de 10 000 habitants, une enquête de recensement portant sur toute la population est réalisée tous les cinq ans, les populations de référence des années intermédiaires étant quant à elles estimées par interpolation ou extrapolation. Pour la commune, le premier recensement exhaustif entrant dans le cadre du nouveau dispositif a été réalisé en 2005.

En 2022, la commune comptait 255 habitants, en évolution de −2,3 % par rapport à 2016 (Haute-Saône : −1,4 %, France hors Mayotte : +2,11 %).
| 1793 | 1800 | 1806 | 1821 | 1831 | 1836 | 1841 | 1846 | 1851 |
| ---- | ---- | ---- | ---- | ---- | ---- | ---- | ---- | ---- |
| 330  | 369  | 407  | 507  | 605  | 609  | 622  | 649  | 623  |

| 1856 | 1861 | 1866 | 1872 | 1876 | 1881 | 1886 | 1891 | 1896 |
| ---- | ---- | ---- | ---- | ---- | ---- | ---- | ---- | ---- |
| 550  | 549  | 551  | 523  | 463  | 466  | 453  | 437  | 401  |

| 1901 | 1906 | 1911 | 1921 | 1926 | 1931 | 1936 | 1946 | 1954 |
| ---- | ---- | ---- | ---- | ---- | ---- | ---- | ---- | ---- |
| 402  | 396  | 354  | 311  | 245  | 223  | 243  | 248  | 263  |

| 1962 | 1968 | 1975 | 1982 | 1990 | 1999 | 2005 | 2006 | 2010 |
| ---- | ---- | ---- | ---- | ---- | ---- | ---- | ---- | ---- |
| 231  | 223  | 231  | 249  | 243  | 245  | 260  | 255  | 255  |

| 2015 | 2020 | 2022 | - | - | - | - | - | - |
| ---- | ---- | ---- | - | - | - | - | - | - |
| 261  | 259  | 255  | - | - | - | - | - | - |

## Économie
Le village dépendant économiquement des deux centres urbains de Lure et de l'agglomération d'Héricourt-Montbéliard. Ces deux pôles offrent de nombreux emplois et sont rapidement accessibles par une voie expresse passant dans ces axes à proximité de Faymont.

## Culture locale et patrimoine

### Lieux et monuments
L'église sous le titre de saint Nicolas fut construite en 1782, elle possède un clocher carré à toit bulbeux (clocher à l'impériale). Ses façades latérales sont réunies au clocher par des quarts de cercle. Il subsiste une cloche de 1822 dans une des quatre ouvertures du porche voûté.

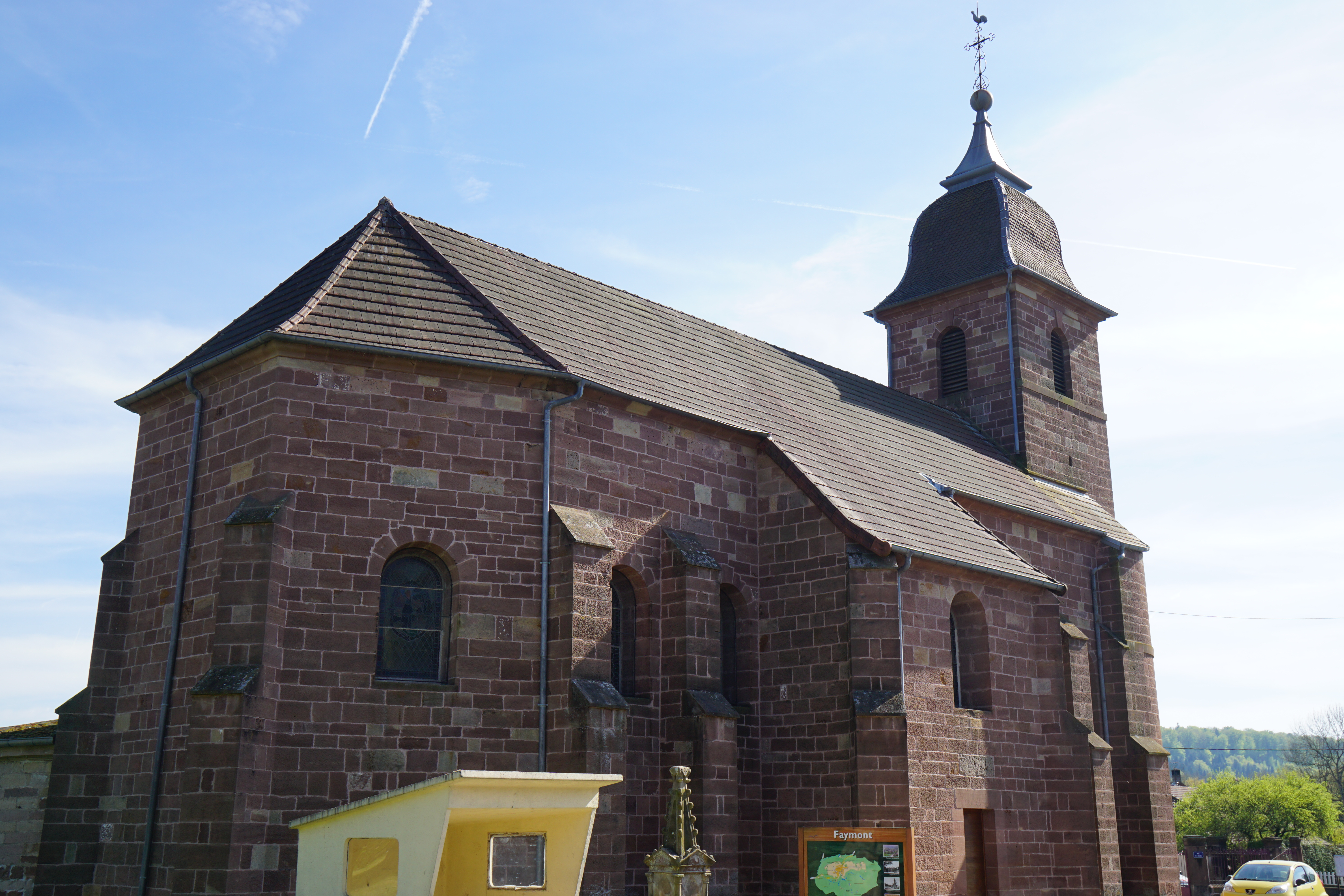
L'église.
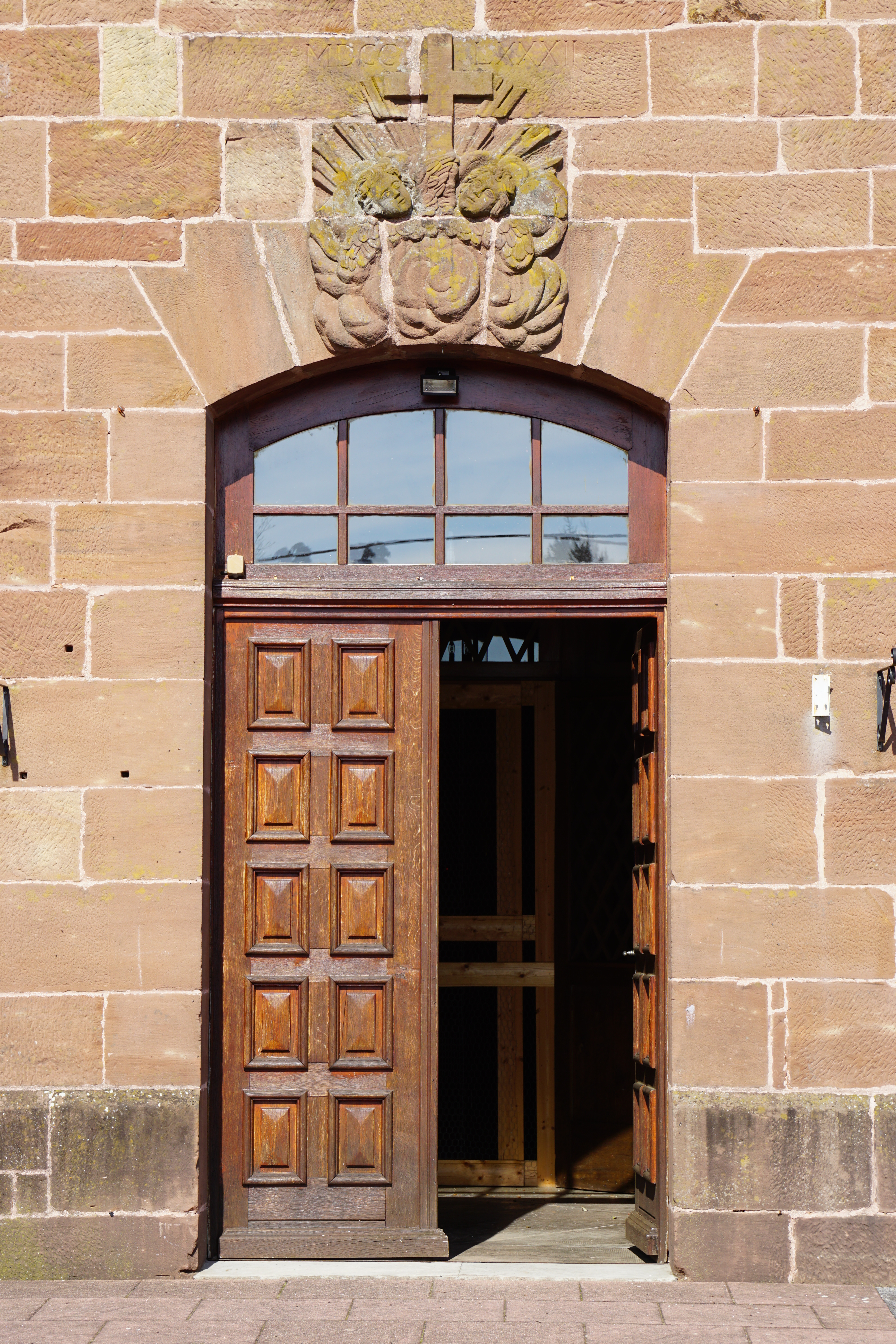
L’entrée.
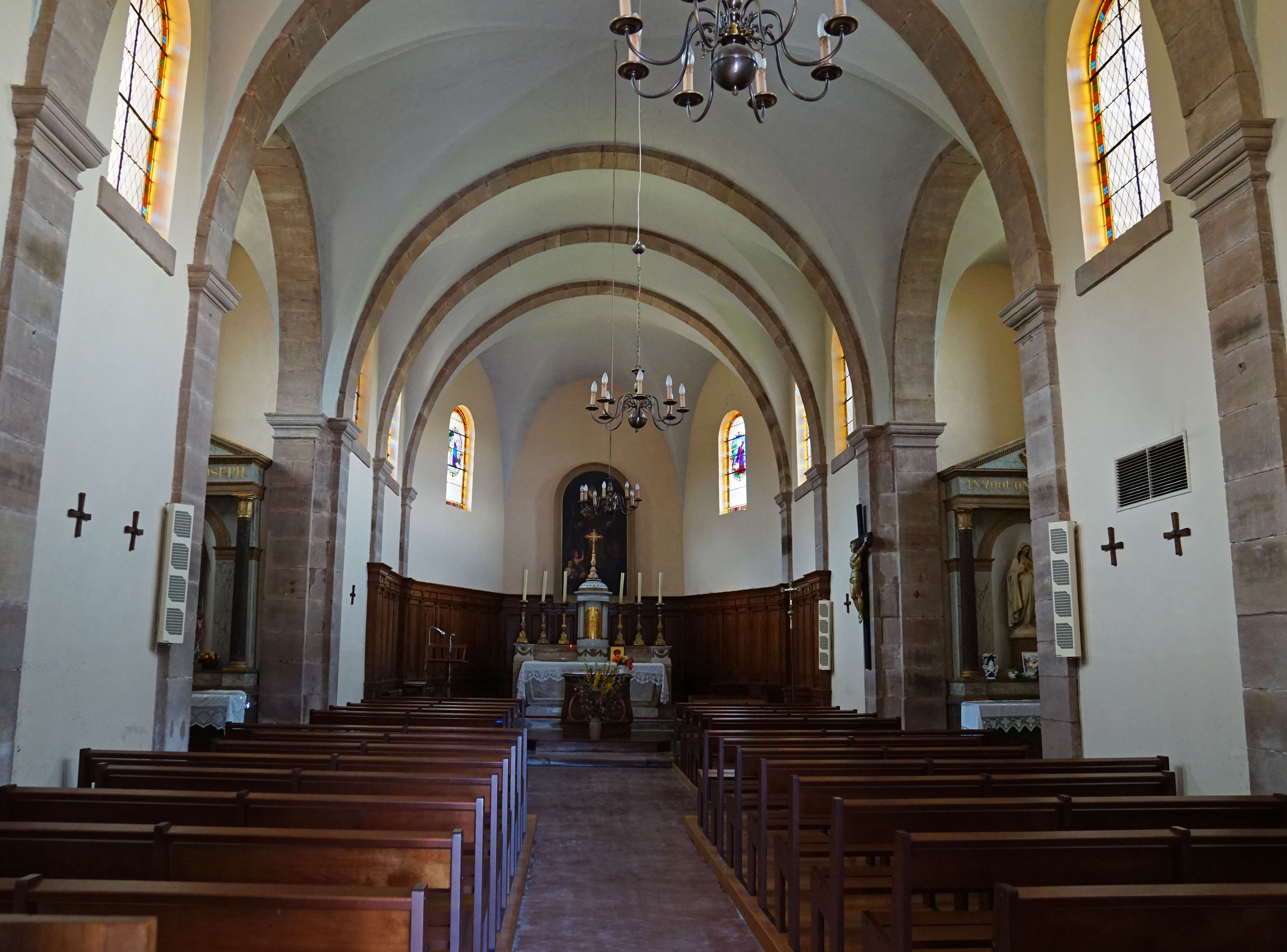
L'intérieur.
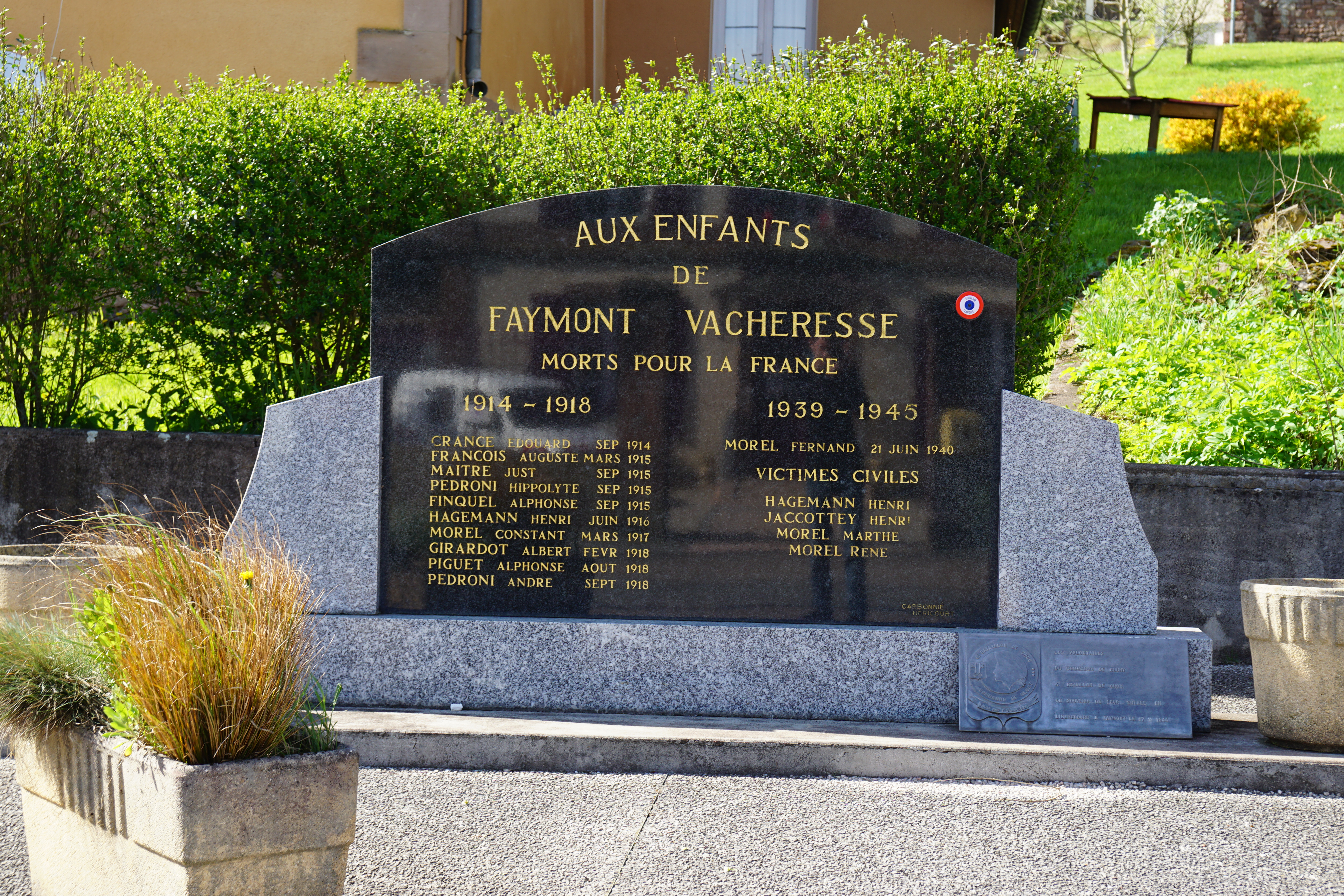
Le monument aux morts.
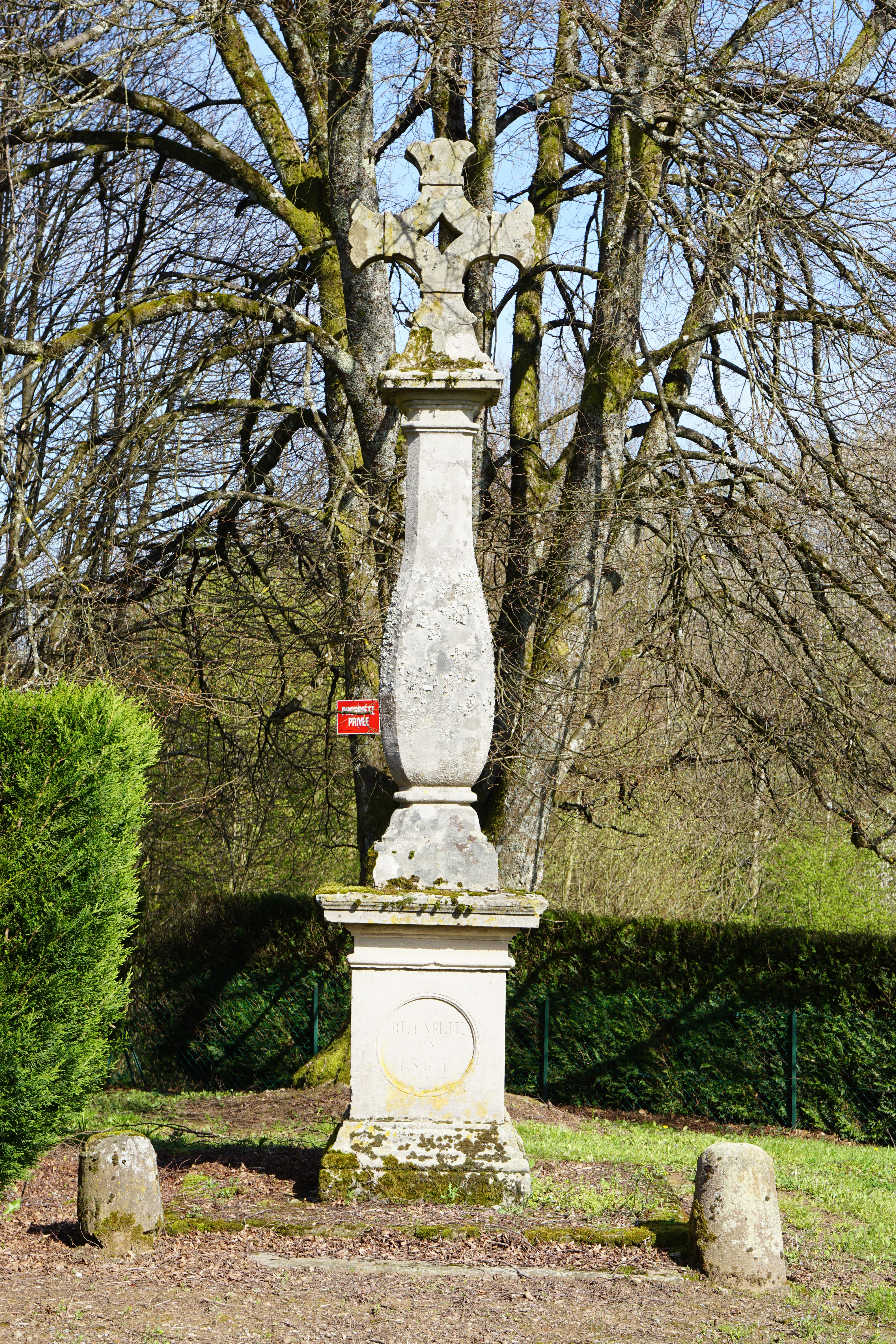
Le calvaire.